# Королівський торговий департамент Гренландії

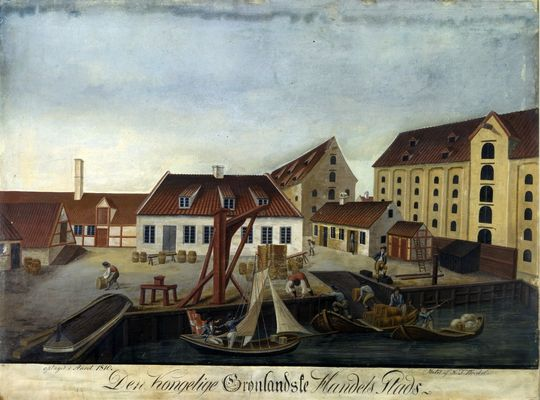
Королівський причал Гренландії в Крістіансхавні в Копенгагені в 1810 році, живопис Н.І. Бредаля

Королівський торговий департамент Гренландії (дан. Den Kongelige Grønlandske Handel, KGH) - данське державне підприємство, якому було доручено керувати поселеннями та торгівлею в Гренландії. Компанія управляла урядом Гренландії з 1774 по 1908 рік через Ради керуючих в Копенгагені і ряд королівських інспекторів і керівників в місті Нуук і місті Кекертарсуак в Гренландії. Штаб-квартира компанії знаходилась у Крістіансхавні.
Після введення домашнього самоврядування в Гренландії в 1979 році компанія була реформована у кілька наступників, включаючи конгломерат KNI , Королівську риболовецьку компанію Гренландії (Royal Greenland) та Королівську арктичну судноплавну компанію.

## Історія
Королівський торговий департамент Гренландії був заснований в 1774 році як наступник невдалої загальної торгової компанії (Det almindelige Handelskompagni), який раніше керував дано-норвезькими китобійними станціями та лютеранськими та моравськими місіями в Гренландії.
Спочатку він мав монополію на торгівлю поблизу данських торгових станцій та місій, але в 1776 р. він був розширен до монополії на всю торгівлю в Гренландії між 60-м та 73-м паралелями на північ.  Зміна захисту призвела до різкого спаду нових населених пунктів. Невдала спроба керувати урядовим скандинавським китобійним флотом змусила компанію зосередитися на торгівлі з місцевими мисливцями інуїтів. Інструкція 1782 р. Розділила колонію на північну та південну половини, забороняла вищим керівництвам брати шлюби з корінними або змішаними жінками та службовцями нижчого рангу  і забороняла подальші спроби урбанізації інуїтів або зміни їх традиційний способів життя за рахунок покращення можливостей працевлаштування або продажу предметів розкоші. Великі прибутки стягувались з таких товарів, як цукор та кава, щоб запобігти «пом’якшенню» інуїтів та відмові від їх вимогливої роботи. 

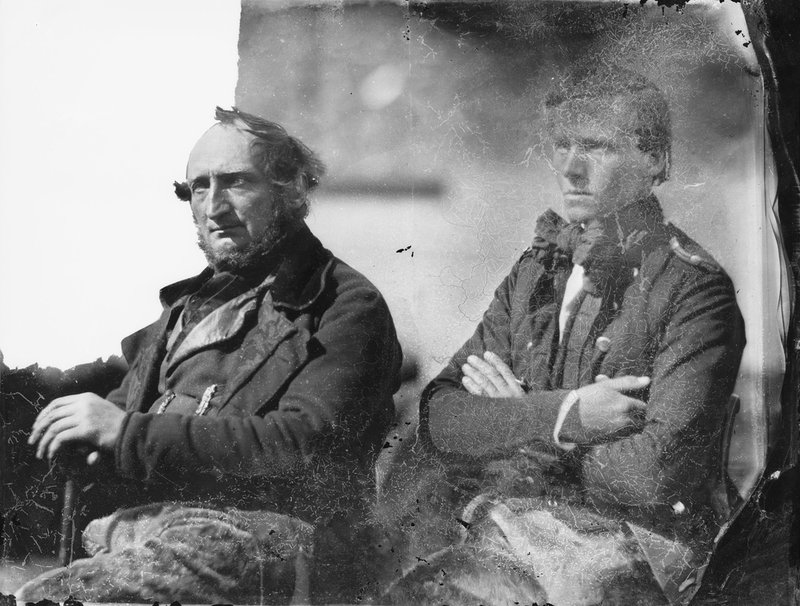
Два члени Королівської торгової компанії ГренландіЇ, 1854 рік

Неодноразові спроби покласти край монополії департаменту на торгівлю зазнали поразки, зокрема, пристрасним захистом практики компанії її директором Гінріхом Ринком  але місцеві ради були створені в 1857 році з повноваженнями над п'ятою частиною прибутку кожної станції та цінними торгівля кріолітом, видобутим з Івігтута, була надана іншій компанії в 1864 р.  У 1908 році Міністерство внутрішніх справ взяло на себе загальне управління, а в 1912 році вся торгова операція також була підпорядкована. 

## Флот
Королівський департамент торгівлі Гренландії розпочався з дарунка в розмірі трьох кораблів від короля: великий фрегат Kongens Gave ("подарунок короля"), менший фрегат Holsteinsborg і галіот "Den Gloende" .  У 1776 році, його флот складався з Bernstorff, Eichsted, Godthaab, Holsteinsborg, Island, Kongenshaab, Krag Juul Wind, Lovisenborg, Mariakirke, Sankt Croix, Sankt Peter, Schack Rathlau, Schimmelmann, Skatmester, Strat Davis та Taasinge Slot.  Наступного року повернулося лише 10 суден: Bernstorff, Eichsted, Gregers Juul, Guldberg, Holsteinsborg, Kongenshaab, Krag Juul Wind, Schack Rathlau, Schack, Schimmelmann, Skatmester.
У 1781 році королівський наказ надав ряд привілеїв членам екіпажу королівського флоту Гренландії. Вони були звільнені від регулярної військової служби, за винятком випадків крайньої потреби. Крім того, члени екіпажу були звільнені від будь-яких цивільних зобов'язань, що включали необмежену торгівлю особистими продовольчими послугами до і після плавання та відстрочку плати за спадщину для сімей членів екіпажу, померлих під час плавання. 
Департамент знову почав купувати власні торгові судна в 1790 р.  Кораблі, що експлуатувались торговим відділом включали: Mariane, Tjalfe, Godthaab, Gertrud Rask, Gustav Holm,  і Ceres.  З 1792 року озброєне судно "Dorothea" служило прибережним патрулем на півночі Гренландії з метою запобігання незаконній торгівлі між інуїтами та іноземними кораблями та стримування китобійного промислу іншими державами в цьому районі.  Департамент також експлуатував комерційного китобоя "Sonja" між 1924 і 1958 роками, з шестирічною перервою під час Другої світової війни. 

## Розлад
Монополія компанії була остаточно припинена в 1950 р.  коли дві половини Гренландії возз'єдналися в рамках підготовки до повної інтеграції острова з Королівством Данія, яка відбулася в 1953 р. Уряд місцевого самоврядування було запроваджено в 1979 році і отримав контроль над компанією в 1986 році   перейменувавши її в Kalaallit Niuerfiat ( Kalallisut : "Гренландська торгівля").  У 1992 році вона була реорганізована у конгломерат КНІ.  Королівська риболовецька компанія Гренландії (Royal Greenland)  була виділена в 1990 р.  судноплавна компанія Royal Arctic Line у 1993 р.  та торгова мережа Пісіффік у 2001 р. 

## Дивитися також
- Данська колонізація Гренландії

## Зовнішні посилання
- Вікісховище має мультимедійні дані за темою: Королівський торговий департамент Гренландії